# Európai Hálózat az Akadálymentes Turizmusért
ENAT - European Network for Accessible Tourism (Európai Hálózat Az Akadálymentes Turizmusért) egy nonprofit egyesület idegenforgalmi vállalkozások, szervezetek, magánemberek, a közszféra és civil szervezetek részére, amelynek célja az akadálymentes turizmus helyes gyakorlatának értékelése, valamint akadálymentes turisztikai szolgáltatások és termékek kínálata és létrehozása Európában. Az ENAT 2006-ban az Európai Bizottság fogyatékosügyi cselekvési tervének részeként indult, amelyben eredetileg 6 európai országból 9 alapító tag (partner) vett részt, többek között a VisitBritain – az Egyesült Királyság idegenforgalmi testülete és az ONCE – a Spanyol Látássérültek Nemzeti Szervezete alapítványa,.
Bár a szervezet elsődlegesen Európára terjeszti ki tevékenységét, más országokból és földrészekről is fogad tagokat. 2008-ra a hálózatnak 135 regisztrált tagja lett 52 országból, akik több, mint 300 nemzeti, európai és globális szervezetet képviselnek.

## Céljai
- nyitott az európai fogyatékosügyi és idegenforgalmi szektor minden tagja felé,
- középpontból promotálja Európa-szerte az akadálymentes turizmust,
- összeállít és terjeszt információt,
- támogatja az akadálymentesítés és a fogyatékosügy kérdéseiről szóló párbeszédet az idegenforgalomban;
- hozzájárul a nagyobb tudatosság kialakításához;
- célzott eljárásokat és cselekvéseket javasol a sérült turisták számára elérhető idegenforgalmi termékek és szolgáltatások javítása érdekében;
- igyekszik elérni a megváltozott munkaképességű munkavállalók nagyobb arányú foglalkoztatását és munkafeltételeinek javítását az EU idegenforgalmi szektorában

A felsorolt célok elérése érdekében, 

Az ENAT törekszik a közös cél előmozdítására, támogatja partnerségek létrehozását az eljárások javítása és a problémamegoldás érdekében az idegenforgalom, a hatóságok, a társadalmi partnerek, valamint a civilszervezetek bevonásával.  

Az ENAT szervezésében az első Nemzetközi Kongresszus Mindenki Turizmusáért (International Tourism for All Congress) a spanyolországi Valenciában zajlott, 2007 novemberében.
Az Egyesült Nemzetek Turisztikai Világszervezete (UNWTO) 2008 júniusában az ENAT megfigyelői státusszal rendelkező tiszteletbeli tagja lett.

## Lásd még
- Akadálymentes turizmus

## Fordítás
Ez a szócikk részben vagy egészben  az   ENAT című angol Wikipédia-szócikk ezen változatának fordításán alapul.  Az eredeti cikk szerkesztőit annak laptörténete sorolja fel. Ez a jelzés csupán a megfogalmazás eredetét és a szerzői jogokat jelzi, nem szolgál a cikkben szereplő információk forrásmegjelöléseként.

## Külső hivatkozások
- Az ENAT weboldala